# The Once and Future King
The Once and Future King, hier bekend als Arthur, koning voor eens en altijd, is een fantasyroman rond koning Arthur geschreven door T.H. White. De eerste delen verschenen in 1938, 1939 en 1940. In 1958 werd de vertelling gecompleteerd.
De titel is afgeleid van het grafschrift van koning Arthur: HIC IACET ARTORIVS REX QVONDAM REXQVE FVTVRVS, letterlijk 'Hier ligt Arthur koning eens en koning toekomstig'. De Nederlandse vertaling van het werk is van de hand van Max Schuchart.

## Indeling
The Once and Future King bestaat uit vier delen:
- The Sword in the Stone (1938), "Het zwaard in de steen"
- The Queen of Air and Darkness/ The Witch in the Wood (1939), "De koningin van lucht en duisternis / De heks in het woud"
- The Ill-Made Knight (1940), "De slechtgemaakte ridder"
- The Candle in the Wind (1958), "De kaars in de wind"

Een vijfde deel, The Book of Merlyn (Het Boek van Merlijn), dat geschreven werd in 1941, werd door de uitgever geweigerd. Daarom herschreef White The Sword in the Stone gedeeltelijk, en zette er enkele stukken in van The Book of Merlyn. Echter, bij de herontdekking van dat vijfde deel in Whites manuscript door de Universiteit van Texas, nadat de auteur reeds overleden was, bundelde men alle vijf delen samen. De onderzoekers beweerden dat White in zijn manuscript had neergeschreven dat hij wilde dat alle boeken gebundeld werden. Daardoor doet zich echter het probleem voor dat sommige delen van het boek elkaar overlappen.

## Verhaal
Het verhaal begint in de laatste jaren van het koningschap van koning Uther Pendragon. The Sword in the Stone vertelt over de opvoeding van Arthur door zijn pleegvader Ector, zijn rivaliteit en vriendschap met zijn pleegbroer Kay en zijn eerste training bij Merlijn, een tovenaar die de tijd achterstevoren beleeft. Merlijn kent daarom het lot van Arthur, en leert de jongen wat ervoor nodig is om een goede koning te zijn door hem om te toveren in verschillende soorten dieren: een vis, een havik, een mier, een uil, een gans en een das.
In feite prent Merlijn bij Arthur het concept in dat oorlogen verschrikkelijk zijn. De enige acceptabele reden om een oorlog te voeren is om te voorkomen dat iemand anders een oorlog gaat voeren.
In The Queen of Air and Darkness, waarin White de tegenhangers van de nette Arthur introduceert, de 'Orkney-clan', bestaande uit Gawaine en zijn jongere broers, wordt Arthurs uiteindelijke ondergang aangekondigd. Het is het bekende verhaal van Arthurs verleiding door zijn halfzuster Morgause, de moeder van de heren van Orkney. Hun incestueuze zoon Mordred zal Arthur ten slotte overwinnen.
Terwijl de jonge koning aanvankelijk de eerste opstanden onderdrukt, zet Merlijn hem aan tot het creëren van de Orde van de Ronde Tafel, die bedoeld is om door middel van deugden als ridderlijkheid en medelijden de vrede en de eenheid van het land te bevorderen. De ridders van de Ronde Tafel gaan op zoek naar een symbool van het goede, de Graal.
In het derde deel, The Ill-Made Knight, is de focus gericht op de trouwe ridder Lancelot, zijn verboden verhouding met Arthurs echtgenote, koningin Guinevere. Ook Elaine, Lancelots andere beminde en hun zoon Galahad, de meest deugdzame van allemaal spelen in dit deel een belangrijke rol.
The Candle in the Wind verbindt deze vertellende onderwerpen door te vertellen hoe Mordreds haat jegens zijn vader en die van Gawaines broer Agravaine tegen Lancelot voor de teloorgang van koning Arthur zorgen, en die van Guinevere, Lancelot, en het hele ideale koninkrijk van Camelot.
Het boek begint met het ontspannen verhaal van de avonturen van de jonge Arthur, Merlijns geworstel met de magie en Koning Pellinores eindeloze zoektocht naar het Speurbeest. Delen van The Sword in the Stone lezen nagenoeg als een parodie op de traditionele Arthuriaanse legendes met deugd van Whites prozastijl, die hevig leunt op anachronismes. Maar het verhaal wordt geleidelijk aan minder humorvol en steeds angstwekkender.The Candle in the Wind is nagenoeg vreugdeloos.

## Karakterisering
Misschien het meest frappante aan Whites versie van de Arthur-legendes is hoe hij de personages van die legende herinterpreteert, en geeft hen vaak motivaties of karaktertrekken die complexer of zelfs tegengesteld zijn tot die in de vroegere versies van de legende. Bijvoorbeeld:
- Arthur is een goed bedoelende koning terwijl hij opgeleid wordt door Merlijn, maar het lijkt dat zijn grootste zwakte zijn onvermogen is aan te passen zodra Merlijn hem verlaat: hij komt over als een goed bedoelende doch eerder vruchteloze koning.
- Lancelot is niet langer de aantrekkelijke ridder, typisch voor de romantische versies van de legende, maar is in plaats afgeschilderd als een van de lelijkste ridders van de bende. Hij is tevens een sadist, een karaktertrek die hij onderdrukt, maar dat leidt tot momenten van zelfverachting. Hij probeert zijn zwaktes te overwinnen door volledige toewijding om Arthurs beste ridder te worden.
- Merlijn leeft omgekeerd door de tijd, wat hem een verwarde, hoewel wijze oude man maakt die er jonger op wordt.

Het is ook interessant te bemerken dat White Thomas Malory toelaat een gastoptreden te maken, naar het einde van het laatste boek toe. Ook te bemerken is Whites voorstelling van historische figuren en koningen als mythologisch in de wereld dat hij creëert. Bovendien, door zijn omgekeerd leven, maakt Merlijn zeer veel anachronistische toespelingen op gebeurtenissen in recentere tijden; bekend zijn de verwijzingen naar de Tweede Wereldoorlog, telegrafen, tanks en "Een Oostenrijker die ... de beschaafde wereld verzoop in miserie en chaos." (Adolf Hitler).

## Film, televisie en theater
Het deel The Sword in the Stone oogstte veel succes en werd in 1963 door Walt Disney verfilmd in tekenfilmversie, dat de Nederlandse naam Merlijn de Tovenaar draagt. De film focust iets meer op de humor van het boek dan de inhoud zelf, en heeft, zoals Disney typeert, veel zang en muziek. Alan Jay Lerner en Frederick Loewe's adaptie voor het theater, de musical Camelot uit 1960 (dat verfilmd werd in 1967), is tevens gebaseerd op The Once and Future King, en gebruikt Whites idee dat Thomas Malory een gastroptredentje maakt op het einde. Warner Bros. heeft aangekondigd dat ze een literatuurverfilming zullen maken met Kenneth Lonergan als regisseur. Op IMDB.com kan je ook de titel "The Once and Future King (2008)" aantreffen, maar dit verwijst naar een verhaal over een Australische landbouwer die mogelijk een erfgenaam kan zijn tot de troon van Engeland.